# Közönséges vízicickány
A közönséges vízicickány (Neomys fodiens) az emlősök (Mammalia) osztályának Eulipotyphla rendjébe, ezen belül a cickányfélék (Soricidae) családjába és a vörösfogú cickányok (Soricinae) alcsaládjába tartozó faj.
Nemének a típusfaja.

## Előfordulása
A közönséges vízicickány Írország, néhány kis sziget és Dél-Európa egyes részei kivételével egész Európában és Ázsiában megtalálható, az Atlanti-óceántól egészen a Csendes-óceánig. Elterjedésének határai Európában nyugaton Észak-Spanyolország és a Brit-szigetek, északon Észak-Skandinávia, délen Macedónia. Dél-Olaszországból, Görögországból már hiányzik. 2500 méteres tengerszint feletti magasságban is megtalálható. Magyarországon országszerte előfordulhat a sík-, domb- és hegyvidékeken egyaránt, bár nem gyakori. Inkább a vizek mentén lehet vele találkozni, de ezektől távolabb is előfordul, amikor új vadászterületet keres.

## Megjelenése
Az állat hossza farokkal együtt 14-17,3 centiméter, magassága 1,6-2 centiméter és testtömege 10-23 gramm. Ha a vízicickány a víz alatt úszik, bundája a beletapadt levegőtől ezüstösnek látszik. A kormányozásban a farkán lévő csónakgerinc-szerű szőrszegély segíti. A fenekén lábra állva közlekedik, amikor táplálék után kutat. A vízicickány szőrzete víztaszító, emiatt úgy lebeg a vízen, mint egy parafadugó. Szőrzete teljesen elrejti fülkagylóját. Orra valamivel vastagabb, mint a Sorex-fajoké. Fogainak hegye borvörös. Hátsó lába viszonylag hosszú, a külső felén lévő sörteszegély az úszást könnyíti meg. Színezete igen változó, a barnától a szürkén keresztül egészen a feketéig. Hasa általában világosabb. Farkán a sörtetaraj mindig ezüstszürke. Néha a szem mögött és a fül belső peremén fehér folt látható.

## Életmódja

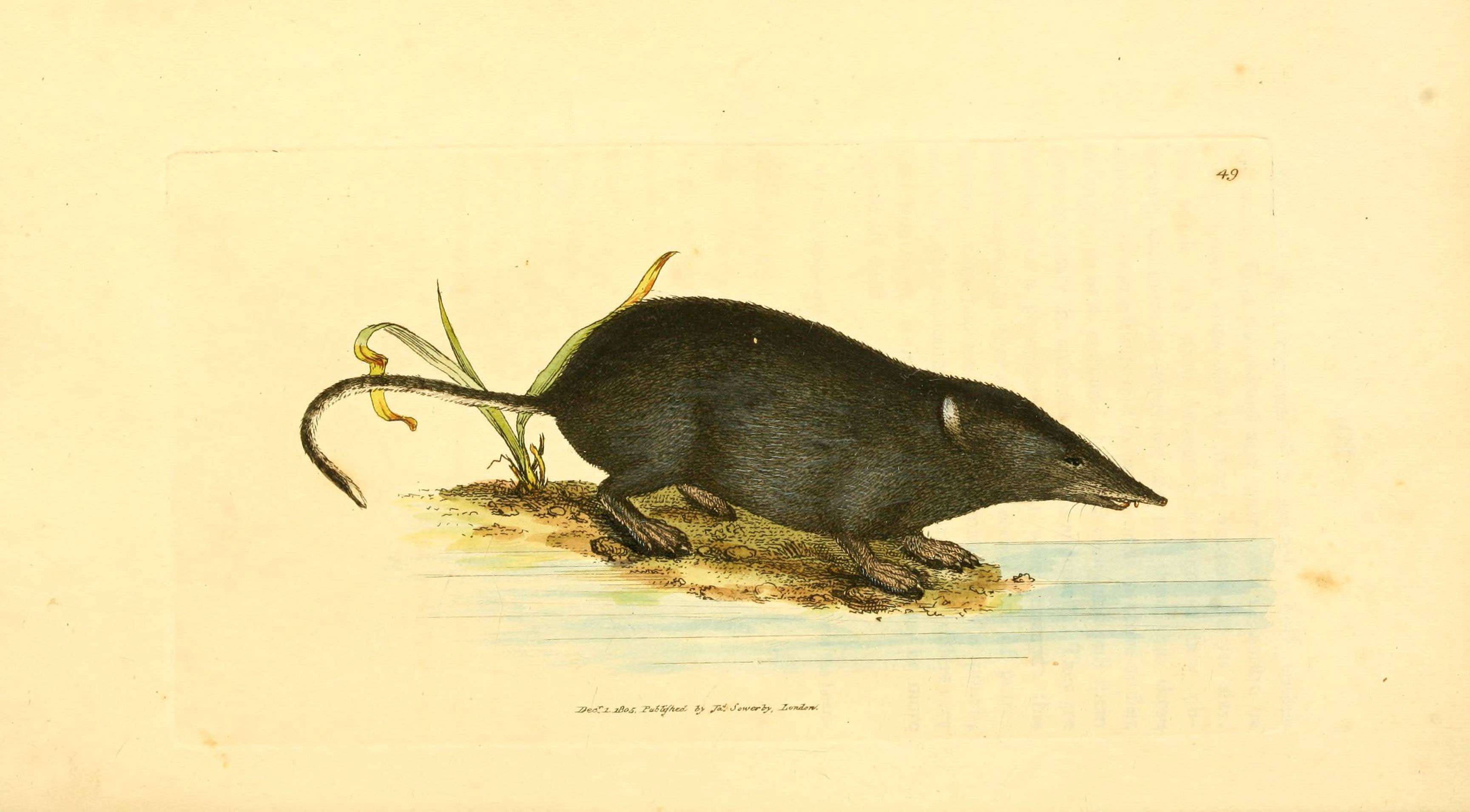
Ábrázolása egy angol zoológiai könyvben (1806)

Inkább a nyílt vizes élőhelyek lakója, de megtalálták már időszakosan vízborította égeres láperdőben is. Álló- és folyóvizek partján él, a nagy folyók kivételével. Előfordulhat a vízközeli erdőkben, réteken, kertekben is. A vízi életmódhoz alkalmazkodott, kiválóan úszik. A felnőtt egyedek védelmezik territóriumukat, a még nem ivarérett felnőttek elvándorolva újabb vadászterületeket keresnek. A territórium mérete kb. 20–30 m² szárazföld és 2x22-24 méternyi partközeli vízfelület. Életmódja megegyezik a Miller-vízicickányéval (amelynél a közönséges vízicickány agresszívabb), így általában versengenek egymással a táplálékért. A nyugalmi és az aktív időszakok szabályos időközönként váltakoznak, mind nappal, mind pedig éjjel. Az állat többnyire társas lény. Partfalakban járatokat ás, de más állatok tágasabb üregeit is szívesen elfoglalja; belül egy nagy, erős, gömb alakú fészket készít fűszálakból, gyökerekből, háncsból és mohából. Hangját gyakran hallatja. Téli álmot nem alszik.
Tápláléka csigák, vízi rovarok, giliszták, elvétve békák és kis halak. Inkább a vízben, kisebb mértékben a szárazföldön vadászik. A zsákmányt, amit elsősorban kitűnő szaglása segítségével ejt el, néha a vízben, legtöbbször azonban a szárazföldön fogyasztja el. Természetes ellenségei a baglyok (főleg a gyöngybagoly, vagy macskabagoly, erdei fülesbagoly) és egyéb ragadozó madarak, mint az egerészölyv vagy vörös gém. Az emlősök közül a nyuszt és a vidra gyomortartalmában találták meg. Az állaton bolhák, atkák és kullancsok élősködhetnek. A közönséges vízicickány 14-19 hónapig él.

## Szaporodása
Az ivarérettséget az első életévben éri el. A párzási időszak áprilistól szeptemberig tart. Ekkor territóriumtartó és sokszor kerül sor harcokra. Évente 2-3-szor ellik. A vemhesség 24 napig tart, ennek végén 3-10 kölyök születik. A kölykök csupaszok és vakok. Az elválasztásra 4 hét után kerül sor.

## Természetvédelmi helyzete
A közönséges vízicickány nagy elterjedési területe és viszonylagos gyakorisága miatt a Természetvédelmi Világszövetség Vörös listáján nem fenyegetett státusszal szerepel. Magyarországon védett, természetvédelmi értéke 50 000 Ft. Létét elsősorban a nedves-lápos élőhelyek visszaszorulása és a vizek vegyszerszennyezése fenyegetheti. A vizek elszennyeződése és a természetes vízfolyások és vizenyős területek felszámolása sok helyütt a faj eltűnéséhez vezetett. Szerepel a berni konvenció III. függelékében is.